# 四大米市
中国四大米市是中国清末民初四个最重要的大米贸易的城市。它们是
- 位于安徽的芜湖
- 位于江西的九江
- 位于湖南的长沙
- 位于江苏的无锡[1]

另一说湖北沙市为四大米市之一。